# Karen Booker
Karen Booker (Franklin, 10 aprile 1965) è un'ex cestista, allenatrice di pallacanestro e arbitro di pallacanestro statunitense, professionista nella WNBA.

## Carriera
Con gli Stati Uniti ha disputato le Universiadi di Sheffield 1991.
Nel 2001 è stata nominata allenatrice della Sewanee University.